# Janela (Cap-Vert)
Janela est un village du Cap-Vert sur l'île de Santo Antão.

## Géographie
Port de pêche, il se situe à l'est de Ribeira Grande, sur la route côtière. Il est connu pour la mer houleuse qui le borde, due à des vents souvent forts.